# 代号美洲豹
《代号美洲豹》又名《台灣海峽上空指令》是张艺谋、杨凤良导演一部反恐题材彩色影片，1988年出品。

## 主要情节
1988年9月，台湾环洋公司董事长屈孝真以及陪同人员乘坐的专机从台北直飞汉城途中，突然被“亚洲黑色特别行动小组”恐怖组织劫持。由于恐怖组织在劫机过程中破坏了飞机的操控设备，飞机无法继续正常飞行，迫降在大陆某四号区域。迫降之后，“亚洲黑色特别行动小组”副组长郑贤平要求通知台湾当局，若不释放在台被捕的其小组组长刘庭君，并把此事向全世界播报，就炸机杀人。
大陆方面立即派出了中国人民解放军反劫机突击队营救机员。队长梁壮指挥人员，包围了飞机。同时，大陆方面召开会议研究此事，认为尽管当时两岸已经四十多年没有任何官方联系，但在反对恐怖主义这一世界议题上，双方应该合作，所以大陆方面立即把情况通知了台北。台北方面了解情况后，确定了立场，并决定和大陆方面合作，并派出一架“美洲豹”直升机，载台湾反恐怖突击队前往大陆某四号地区与大陆共同协作，此次行动的代号是“美洲豹”。
台湾反恐怖突击队队长黄敬儒与中国人民解放军反劫机突击队队长梁壮共同协商了三次反劫机行动，但是由于“亚洲黑色特别行动小组”副组长郑贤平奸诈狡猾，全部失败了，并且营救方面还有人员伤亡。台湾方面决定让步，但是在双方现场指挥人员的坚持下，决定最后一次努力，在这次孤注一掷的营救行动中，没有被恐怖分子杀害的人质大多得到营救，但是阿丽被恐怖分子打死，中国人民解放军反劫机突击队队长梁壮也壮烈牺牲了，最终两岸营救队员击毙了所有恐怖分子。
由于大陆和台湾双方当日发出了类似的加密无线电讯号，使得美国、日本等外国猜测两岸是否联系了，当西方国家就此事向中国方面询问时，两岸对此均否认了。

## 主要角色
- 郑贤平（葛优饰演），台湾亚洲黑色特别行动小组（一虚构恐怖组织）副组长，片中主要反面角色，劫机者。
- 梁壮（刘小宁饰演），中国人民解放军反劫机突击队队长，大陆方面营救工作负责人。
- 黄敬儒（王学圻饰演），台湾反恐怖突击队队长，台湾方面营救工作负责人。
- 阿丽（巩俐饰演），护士，台湾亚洲黑色特别行动小组组长女友。
- 副队长（于荣光饰演），中国人民解放军反劫机突击队副队长。
- 屈孝真（顾岚饰演），台湾商、政两界颇有名望的环洋公司董事长。
- 機長（金漢(凌波夫婿)饰演）。

## 所获奖项
- 巩俐，获得1989年第12届大众电影百花奖最佳女配角奖。

## 评论
这部电影作为导演张艺谋在动作类电影方面的尝试，并没有获得成功。张艺谋也曾经承认这部电影是他的一部失败的电影：“这部影片是被大家长期忽略的作品，这部电影确实拍得不好，还不是没有发挥好的问题，我压根就不想拍。当时刚拍了《红高粱》，很开心就准备起下部城市题材的影片，准备到一半我就想放弃，我找不到感觉。但是那时候我已经花了投资人9万元的前期费用，花了人家的钱不拍了怎么交代？我又不好意思欠朋友的人情，就为了9万元硬着头皮拍下去，投资方给我找来剧本，我也没用心拍，27天就拍完了，所以真的很差。”
这部电影被认为是中国电影商业化和娱乐化尝试中的失败实验品。此外剧中一些浅显的表达方式，比如黎明的到来象征两岸和平统一的临近等等，降低了影片的艺术性。